# 美園さくら
美園 さくら（みその さくら、6月17日 - ）は、日本の女優。元宝塚歌劇団月組トップ娘役。
東京都江戸川区、慶応義塾大学大学院修了。身長164cm。血液型A型。愛称は「さくら」、「さくちゃん」。

## 来歴
2011年、宝塚音楽学校入学。
2013年、音楽学校卒業後、宝塚歌劇団に99期生として首席入団。雪組公演「ベルサイユのばら」で初舞台。
2014年の阪急阪神初詣ポスターモデルに起用される。同年、組まわりを経て月組に配属。
高い歌唱力で早くから注目を集め、2015年の「1789」で新人公演初ヒロイン。その後も3度に渡って新人公演ヒロインを務める。
2016年の「FALSTAFF」でバウホール公演初ヒロイン。
2017年の「Arkadia」で2度目のバウホール公演ヒロイン。
2018年の「雨に唄えば」（TBS赤坂ACTシアター公演）で、東上公演初ヒロイン。同年11月19日付で月組トップ娘役に就任。珠城りょうの2人目の相手役として、翌年の「夢現無双／クルンテープ」で新トップコンビ大劇場お披露目。
2021年8月15日、「桜嵐記／Dream Chaser」東京公演千秋楽をもって、宝塚歌劇団を珠城と同時退団。新型コロナウイルス感染拡大による公演スケジュールの変更のため、当初の予定より半年遅れての卒業となった。
退団後は芸能活動から距離を置き、慶應義塾大学の大学院へと進学。メンタルヘルスを研究し、2024年に同大学院を修了。同年より舞台女優としての活動を再開させる。

## 人物
祖父がミッション系の幼稚園の園長、父が大学教授、母が声楽家。幼少より音楽が身近な環境で育った。
地元の公立小学校へ入学後、宝塚が好きな伯母に連れられ、宙組公演「砂漠の黒薔薇／GLORIOUS!!」で宝塚初観劇。宝塚に入りたいとは思わなかったが、これ以降コンスタントに観劇するようになる。
そのころ母に連れられ、アメリカの教会で行われたコンサートツアーのようなものに参加するが、あまり人前に出るのは好きではなかった。
私立の中高一貫校に入学後はクラブ活動などもせず、学業に打ち込むようになる。伯母が勉強を教えてくれるようになると飛躍的に成績が伸び、中学1年の後期頃から学年1位になる。中学3年の時には数学検定準2級で全国2万2222人中第1位となり文部科学大臣賞を受賞している。休日には友達と裁判の傍聴に出かけ、裁判の様子をスケッチしたりするのが好きだった。
伯母の勧めで声楽とバレエを習い始め、中学2年の時、雪組公演「エリザベート」を観劇し、直感的にここに入りたいと思う。これをきっかけに音楽学校受験のための教室に通い始める。
高校に進学後も勉強に打ち込み、一度目の音楽学校受験は三次の面接で不合格となるも、ここまで来られるなんて嬉しいと、悲しい気持ちにはならなかった。
二度目の受験は最後と決めて臨む。再び三次まで進むが、面接では数学検定のことしか聞かれず、不合格を直感。合格発表当日、自分の番号を見つけられず母と帰路につく。しかしボードの一番下に番号があったため見落としていて、学校からの連絡で大慌てで引き返す羽目となった。
従妹に星組娘役の詩花すずがいる。

## 宝塚歌劇団時代の主な舞台

### 初舞台
- 2013年4 - 5月、雪組『ベルサイユのばら-フェルゼン編-』（宝塚大劇場）[15]

### 組まわり
- 2013年6 - 7月、雪組『ベルサイユのばら-フェルゼン編-』（東京宝塚劇場）[8]
- 2013年9 - 12月、宙組『風と共に去りぬ』[8]

### 月組時代
- 2014年3 - 6月、『宝塚をどり』『明日への指針 -センチュリー号の航海日誌-』 - 新人公演：ミーナ（本役：花陽みら）『TAKARAZUKA 花詩集100!!』 - 新人公演：少女（本役：海乃美月）[15]
- 2014年7 - 8月、『THE KINGDOM』（日本青年館・ドラマシティ） - イヴリン
- 2014年9 - 12月、『PUCK（パック）』 - 新人公演：ケシの実（本役：晴音アキ）／マギー・メイ（本役：叶羽時）『CRYSTAL TAKARAZUKA-イメージの結晶-』
- 2015年2 - 3月、『風と共に去りぬ』（中日劇場）
- 2015年4 - 7月、『1789-バスティーユの恋人たち-』 - 新人公演：マリー・アントワネット（本役：愛希れいか） 新人公演初ヒロイン[9][12]
- 2015年9月、『A-EN（エイエン） ARI VERSION』（バウホール） - サンドリーヌ・ヒューストン
- 2015年11 - 2016年2月、『舞音-MANON-』 - 水の聖霊、新人公演：カロリーヌ・ド・ルロワ（本役：早乙女わかば）『GOLDEN JAZZ』
- 2016年6 - 9月、『NOBUNAGA〈信長〉-下天の夢-』 - 新人公演：まつ（本役：花陽みら）『Forever LOVE!!』
- 2016年10月、『FALSTAFF』（バウホール） - ジュリエット バウ初ヒロイン[9][12]
- 2016年10 - 11月、『Bow Singing Workshop〜月〜』（バウホール）
- 2017年1 - 3月、『グランドホテル』 - 電話交換手、新人公演：トッツィ（本役：咲希あかね）『カルーセル輪舞曲（ロンド）』[8]
- 2017年5月、『長崎しぐれ坂』 - お吉／精霊流しの女『カルーセル輪舞曲（ロンド）』（博多座）[15]
- 2017年7 - 10月、『All for One』 - マリーアンヌ、新人公演：マリア・テレサ（本役：海乃美月）[15]
- 2017年12月、『Arkadia-アルカディア-』（バウホール） - ダリア バウヒロイン[9][12]
- 2018年2 - 5月、『カンパニー-努力（レッスン）、情熱（パッション）、そして仲間たち（カンパニー）-』 - 鈴木舞、新人公演：高崎美波（本役：愛希れいか）『BADDY（バッディ）-悪党（ヤツ）は月からやって来る-』 - スパイシー 新人公演ヒロイン[22]
- 2018年6 - 7月、『雨に唄えば』（TBS赤坂ACTシアター） - キャシー・セルダン 東上初ヒロイン[9][15]
- 2018年8 - 11月、『エリザベート-愛と死の輪舞（ロンド）-』 - 女官、新人公演：エリザベート（本役：愛希れいか） 新人公演ヒロイン、初エトワール[23][12]

### 月組トップ娘役時代
- 2019年1月、『ON THE TOWN（オン・ザ・タウン）』（東京国際フォーラム） - アイヴィ・スミス トップお披露目公演[12][7]
- 2019年3 - 6月、『夢現無双』 - お通『クルンテープ 天使の都』 大劇場トップお披露目公演[9][24]
- 2019年7 - 8月、『ON THE TOWN（オン・ザ・タウン）』（梅田芸術劇場） - アイヴィ・スミス[24]
- 2019年10 - 12月、『I AM FROM AUSTRIA-故郷（ふるさと）は甘き調（しら）べ-』 - エマ・カーター[7]
- 2020年2月、『赤と黒』（御園座） - レナール夫人
- 2020年9 - 2021年1月、『WELCOME TO TAKARAZUKA-雪と月と花と-』『ピガール狂騒曲』 - ガブリエル・コレット[2]
- 2021年5 - 8月、『桜嵐記（おうらんき）』 - 弁内侍『Dream Chaser』 退団公演、エトワール[25][10]

### 出演イベント
- 2016年4月、第8回『マグノリアコンサート・ドゥ･タカラヅカ』
- 2017年12月、タカラヅカスペシャル2017『ジュテーム・レビュー-モン・パリ誕生90周年-』
- 2018年12月、タカラヅカスペシャル2018『Say! Hey! Show Up!!』[26]
- 2019年10月、第55回『宝塚舞踊会〜祝舞御代煌（いわいまうみよのきらめき）〜』[27]
- 2021年3月、美園さくらミュージック・サロン『FROM SAKURA』 主演[2]

## 宝塚歌劇団退団後の主な活動

### 舞台
- 2024年9 - 11月、『DEATH TAKES A HOLIDAY』（東急シアターオーブ・梅田芸術劇場） - グラツィア[注釈 1][28][3]

## 広告
- 2014年、『阪急阪神』初詣ポスターモデル[11][12]